# Biệt thự Van Resink

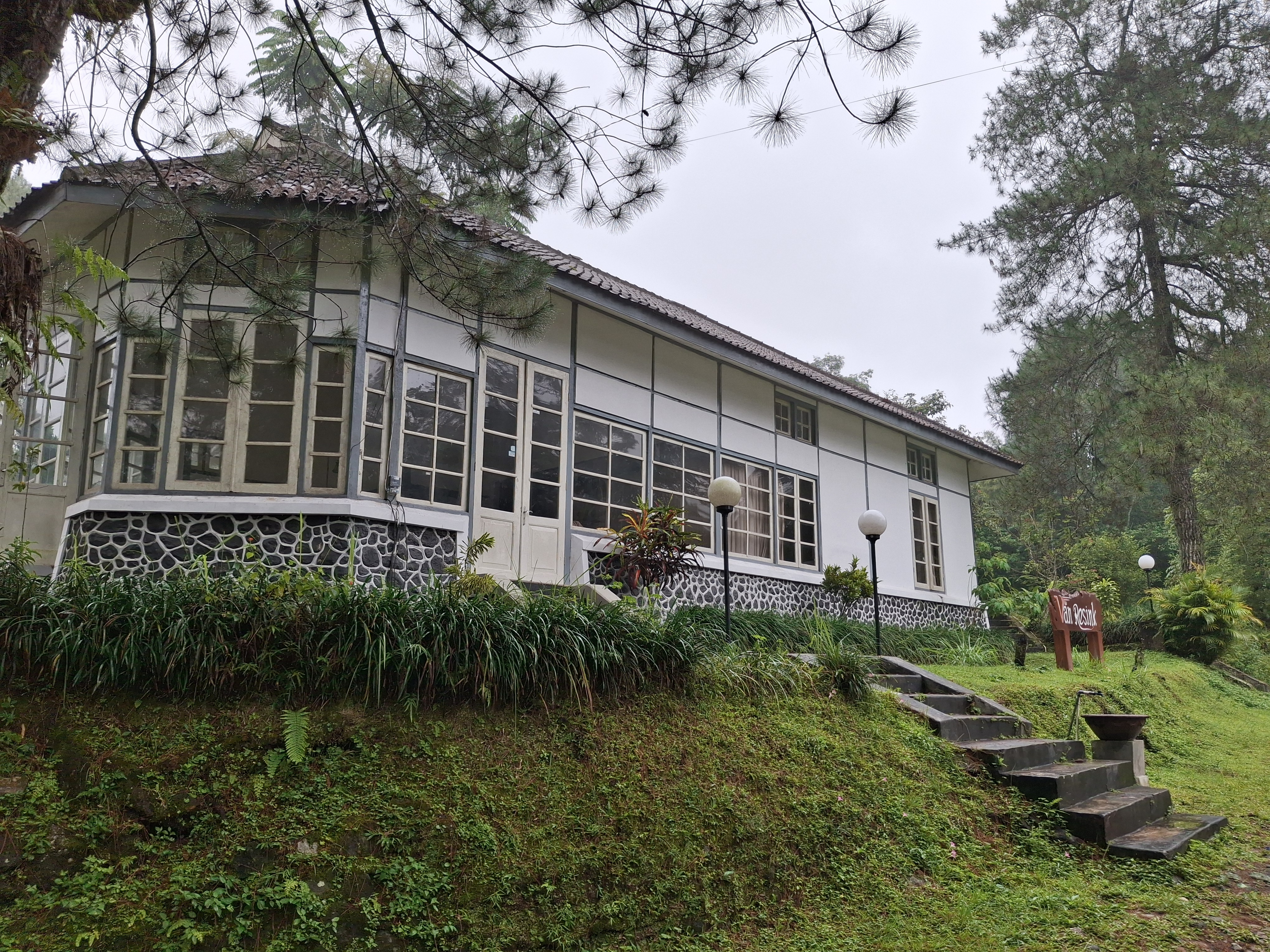
Biệt thự Van Resink.

Biệt thự Van Resink (tiếng Java: ꦮ꦳ꦶꦭꦮ꦳ꦤ꧀ꦉꦱꦶꦁ, đã Latinh hoá: Vila Van Resink) là một công trình di sản văn hóa dưới dạng một biệt thự, nằm trên đường Siaga, xã Hargobinangun, quận Pakem, huyện Sleman, Vùng đặc biệt Yogyakarta, Indonesia. Tòa biệt thự được xây dựng trong thời kỳ thuộc địa Đông Ấn Hà Lan và là một trong những ví dụ còn tồn tại của kiến trúc thuộc địa tại khu vực Kaliurang. Công trình này đã được công nhận là di sản văn hóa cấp huyện theo quy định địa phương của huyện Sleman và được ghi nhận trong hồ sơ của Sở Văn hóa Sleman (Kundha Kabudayan).

## Nguồn gốc

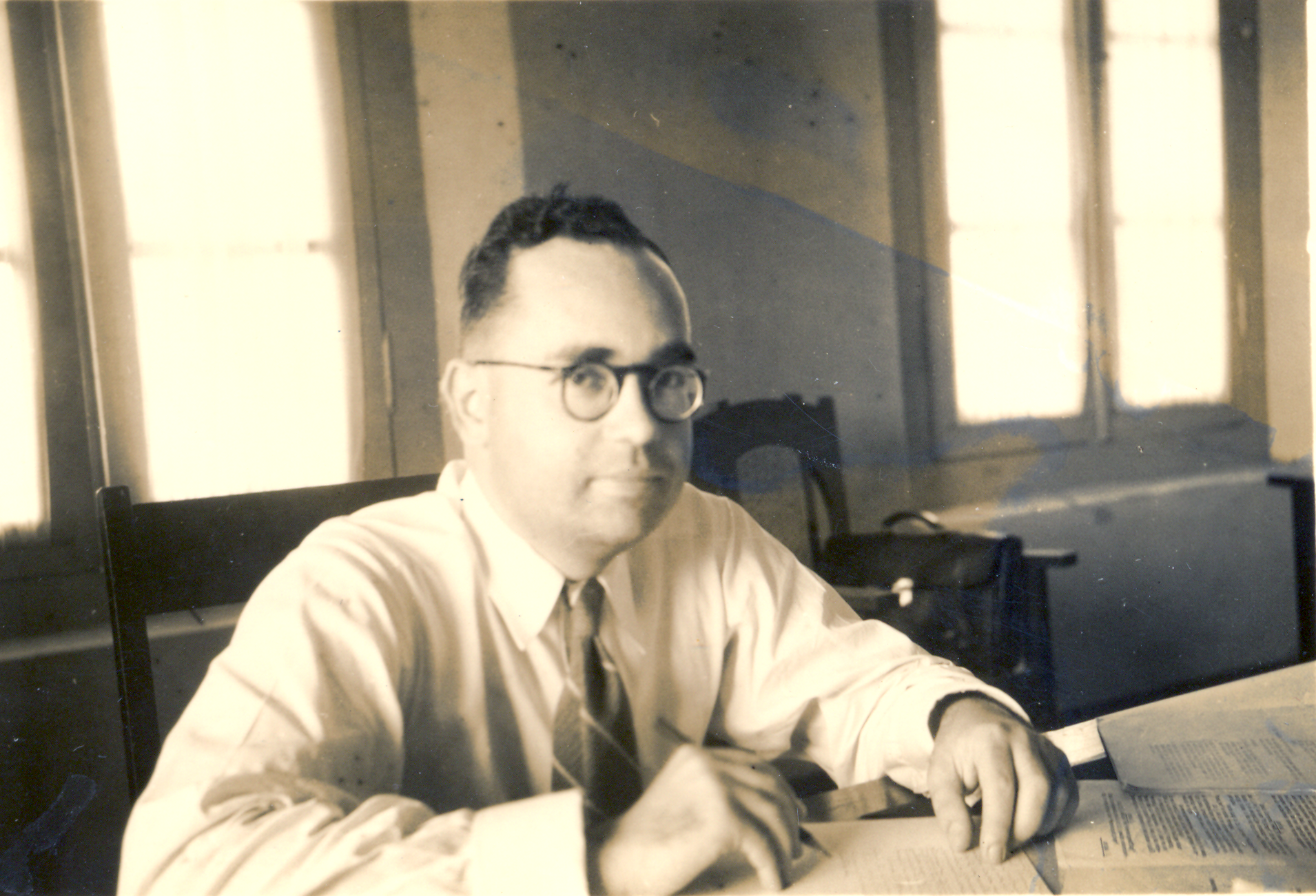
G.J. Resink.

## Kiến trúc

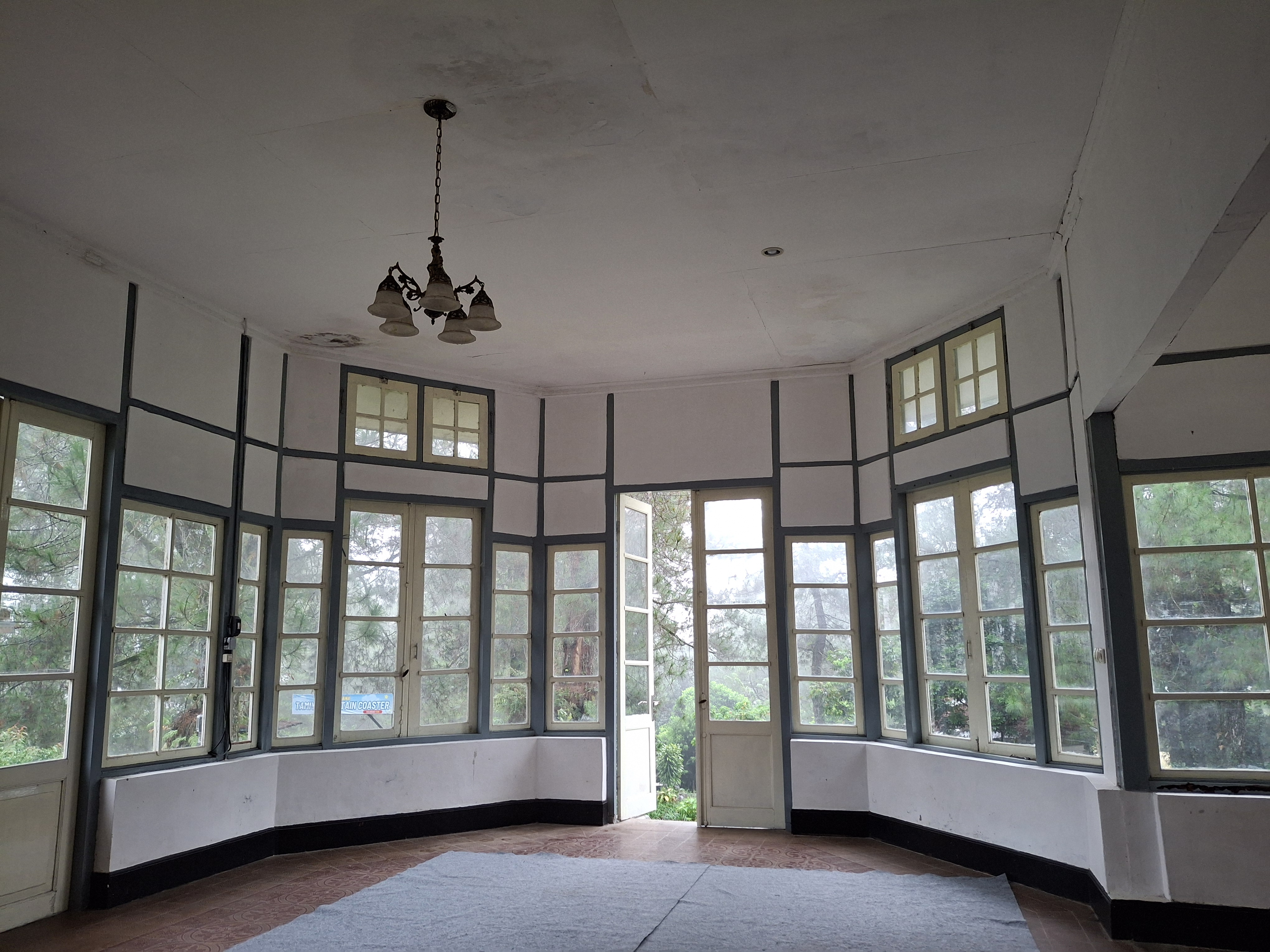
Nội thất Biệt thự Van Resink.